# Tu mérites un amour
Tu mérites un amour és una pel·lícula francesa escrita i dirigida per Hafsia Herzi, estrenada el 2019.

## Argument
La Lila va ser abandonada pel seu xicot després d'un any de cites. Experimenta sentiments contradictoris, entre el desig de recuperar-lo o el desig de maleir-lo i seguir endavant...

## Repartiment
- Hafsia Herzi: Lila
- Djanis Bouzyani: Ali, el millor amic de la Lila
- Jérémie Laheurte: Rémi, l'ex de la Lila
- Anthony Bajon: Charly, el jove fotògraf
- Sylvie Verheyde: Ava
- Karim Ait M'Hand: Aymen, el nou xicot d'Ali
- Myriam Djeljeli: Myriam, l'ex de Rémi
- Alexander Ferrario: Sergio, el jove de la tarda
- Jonathan Eap: Jonathan, el model que s'acosta a la Lila al parc
- Sophie Garagnon: Rachelle, l'esposa de la parella que és fan de l'edat libertina
- Brice Dulin: Bruno, l'home de la parella aficionat al llibertinisme
- Mouna Soualem: Mouna, amiga de la Lila, ex de Sergio
- Lina Soualem: Lina, amiga de la Lila, germana de Mouna
- Abdelkader Hoggui: Haj Ibrahim, el marabout
- Donia Bouzyani: Donia, amiga de la Lila
- Baptiste Cazenave: Baptista
- Montaine Bouteillon: Montaine
- Tom Houguenague
- Jérémie Attard: Paul, la cita que parla de la càmera
- Daniel Di Grazia: Michel, la cita del forner
- Samir Guesmi: Ben, un amic de la Lila
- Othman Mansour: el propietari del bar-restaurant, oncle de Charly
- Lilia Hammiche: Kahina
- Lisa Bouteldja: Lisa

## Producció
Després d'un curtmetratge el 2010, Hafsia Herzi va escriure i dirigir el seu primer llargmetratge, que va produir ella mateixa. La va rodar amb pocs recursos i un petit equip durant l'estiu del 2018.

## Estrena
El maig de 2019  Tu mérites un amour a ser seleccionada a la Setmana de la Crítica durant el 72è Festival Internacional de Cinema de Canes, on competia per la Càmera d'Or i la Queer Palm. Aquesta exposició permet a la pel·lícula trobar exhibidors a França i a l'estranger. A l'agost, va estar en competició al Festival de Cinema Francòfon d'Angoulême, on Hafsia Herzi va rebre el premi Valois per la direcció i una menció especial del jurat per Djanis Bouzyani També va participar al Festival Internacional de Cinema d'Estocolm o va rebre el premi a la millor primera pel·lícula